# Jérémy Desplanches
Jérémy Marc George Desplanches (Ginebra, 7 de agosto de 1994) es un militar y deportista suizo que compitió en natación. Está casado con la nadadora francesa Charlotte Bonnet.
Participó en dos Juegos Olímpicos de Verano, en los años 2016 y 2020, obteniendo una medalla de bronce en Tokio 2020, en la prueba de 200 m estilos.
Ganó una medalla de plata en el Campeonato Mundial de Natación de 2019 y dos medallas en el Campeonato Europeo de Natación, oro en 2018 y plata en 2021.

## Palmarés internacional
| Juegos Olímpicos   | Juegos Olímpicos        | Juegos Olímpicos  | Juegos Olímpicos |
| Año                | Lugar                   | Medalla           | Prueba           |
| ------------------ | ----------------------- | ----------------- | ---------------- |
| 2020               | Tokio (Japón)           | Medalla de bronce | 200 m estilos    |
| Campeonato Mundial |                         |                   |                  |
| Año                | Lugar                   | Medalla           | Prueba           |
| 2019               | Gwangju (Corea del Sur) | Medalla de plata  | 200 m estilos    |
| Campeonato Europeo |                         |                   |                  |
| Año                | Lugar                   | Medalla           | Prueba           |
| 2018               | Glasgow (Reino Unido)   | Medalla de oro    | 200 m estilos    |
| 2021               | Budapest (Hungría)      | Medalla de plata  | 200 m estilos    |